# Røsvik
Røsvik is een plaats in de Noorse gemeente Sørfold, provincie Nordland. Røsvik telt 209 inwoners (2007) en heeft een oppervlakte van 0,52 km².

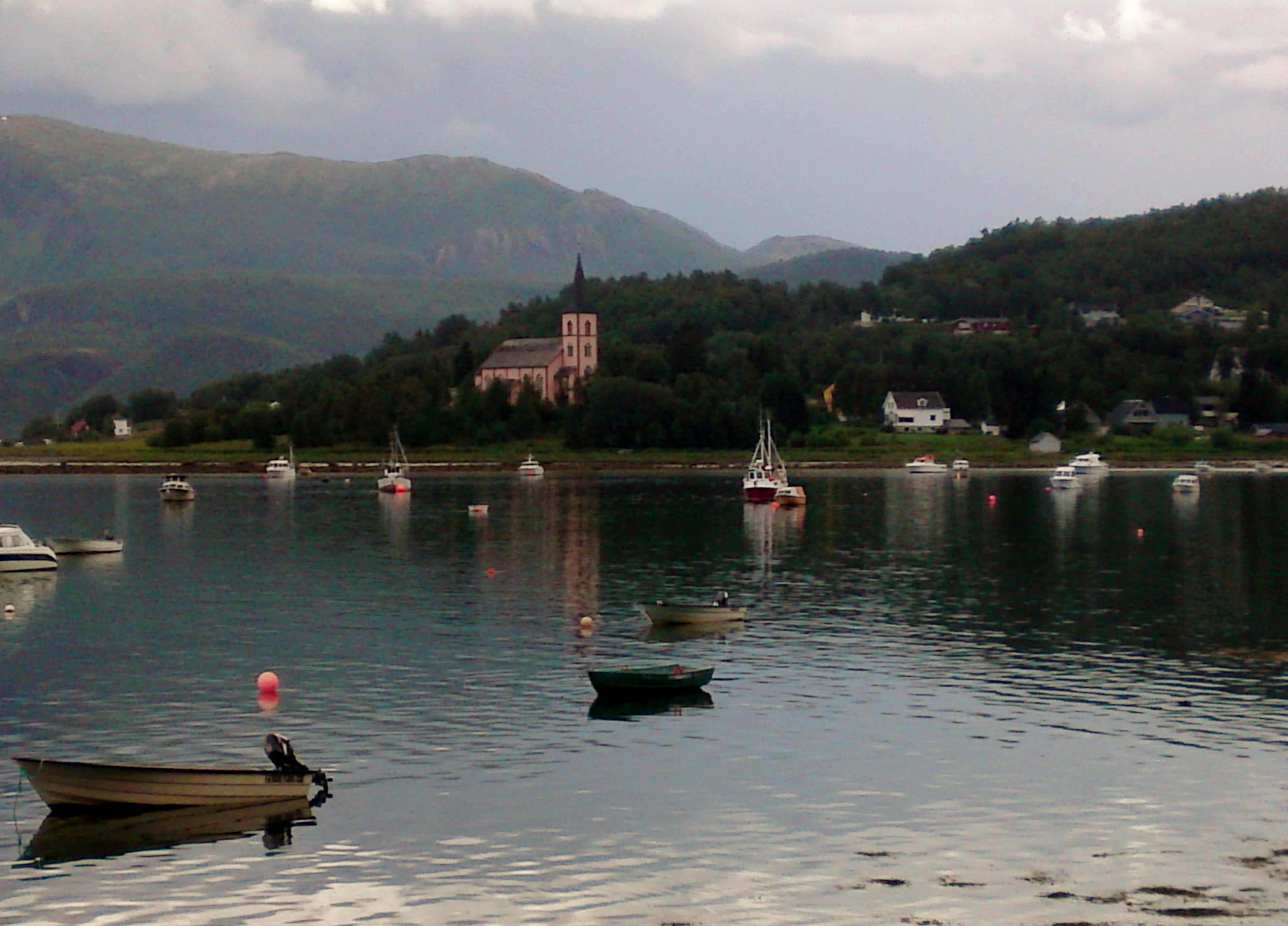
Røsvik
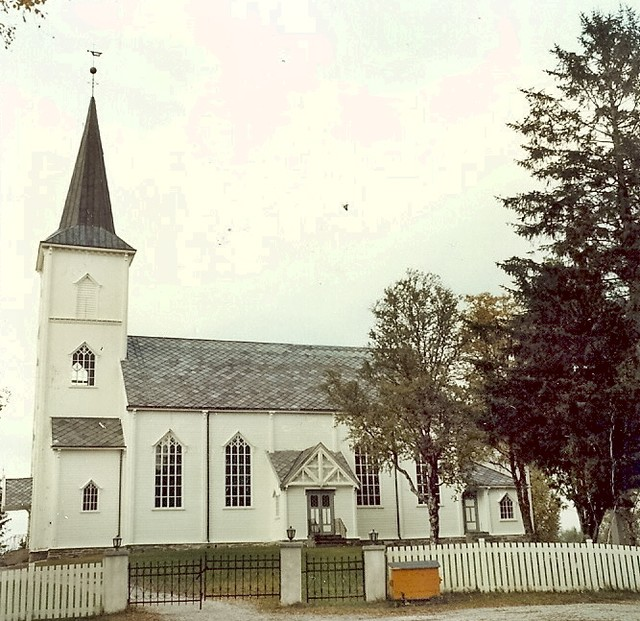
Kerk van Røsvik